# Johann Eduard Erdmann
Johann Eduard Erdmann (Valmiera, Lettország, 1805. június 13. – Halle, 1892. június 12.) német filozófus.

## Élete
Dorpátban teológiát tanult, Berlinben filozófiát. 1829-ben szülővárosában papnak választották, 1833-ban lemondott, hogy kizárólag a filozófiának élhessen és a következő évben Berlinben magántanár, 1836-ban rendkívüli, 1839-ben rendes tanár Halléban, mint az egyetemnek egyik leghíresebb tanára. A hegeli iskolának volt hive és humorosan maga nevezte el magát az irány "utolsó mohikán"jának. Mint író világos, ügyes és szellemes e tekintetben az iskolai hívei között páratlan. Ő volt az egyetlen, aki a hegeliánizmusnak amennyire lehetett, Németországban a művelt közönség szélesebb rétegeit is megnyerte. Amennyire Magyarországon Hegel tanai különösen Kerkapoly Károly és Molnár Aladár révén elterjedtek, az Erdmann hatásának tulajdonítható. Legfontosabb műve: Versuch einer wissenschaftlichen Darstellung der Geschichte der neuern Philosophie (3 k., 1834-53); igen elterjedt kisebb kézikönyve is: Grundriss d. Gesch. d. Philos. (3 kiad. 1877-78.) 2 kötetben. Rendszeres művei kevésbé becsesek: Grundriss d. Philosophie (1840. 5 k. 1873); Grundriss der Logik und Metaphysik (1841. 5 k. 1875). Legelterjedtebb: Psichologische Briefe (1851. 6. kiad. 1882), mely a hegeli pszichológia eredményeit népszerű, szellemes módon adja elő; továbbá Berlinben és Halléban nagyobb közönség előtt tartott népszerű felolvasásainak gyüjteménye: Ernste Spiele (3. k. 1875). Életrajzát megírta Rössler Konst. a Preuss. Jahrbücher 70. kötetében (1892).

## Magyarul
- Molnár Aladár: A psychologia vázlata. Erdmann J. Eduard alapján tanításaihoz vezérfonalul; Osterlamm, Pest, 1864